# Jacques Aumont
Jacques Aumont (Avignon, 25 de febrer de 1942) és un teòric i crític de cinema francès.
Professor de l'Escola de Belles Arts de París, ha publicat i contribuït en una vintena de llibres sobre cine, pintura i imatge.
D'altra banda, va ser professor a la Universitat Sorbona Nova i director d'estudis a l'Escola d'Alts Estudis en Ciències Socials de París (EHESS).
A més, és redactor de la revista francesa Cinèma i, anteriorment, va escriure per a Cahiers du Cinéma.

## Biografia
Nascut a Avinyó el febrer de 1942.
Des del 1970, se submergeix en una intensa activitat didàctica en diferents universitats franceses. Dues d'elles són Paris III Sorbonne Nouvelle i École des Hautes Études en Sciences Sociales.
Tot i que la seva formació es troba annexada amb l'enginyeria, debuta com a crític als Cahiers du cinéma on, del 1967 al 1974, contribueix a la fase teòrico-política de la revista.
Als anys vuitanta, estableix els seus estudis sobre representació cinematogràfica, on examina les relacions estètiques que vinculen el cinema amb altres arts visuals; en concret, la fotografia i la pintura.
Més tard, amplia el seu camp d'investigació amb diferents estudis sobre els processos implicats en la creació i l'ús d'imatges; des de perceptius fins a ideològics, posant especial atenció en el paper que hi juguen els aparells tecnològics.
Amb la publicació, el 1992, de Du visage, Aumont s'interroga, de nou, els vincles entre la representació fílmica i la imatge pictòrica, centrant-se específicament en problemes adherits a la figura i el color.
Entre moltes altres aportacions, cal destacar la seva col·laboració en la traducció al francès de les obres d'Eisenstein.

## Obra
- Edició d'Eisenstein, Albatros, 1979.
- Estètica de la pel·lícula (amb Alain Bergala, Michel Marie, Marc Vernet), Nathan, 1982, reedició, revisat i ampliat, Armand Colin, 2016.
- L'Analyse des films (amb Michel Marie), Nathan, 1988. Reformat completament, Armand Colin, 2015.
- The Eye Endless, París, Librairie Séguier, 1989. Revisat i ampliat, 2007.
- L'Image, París, Nathan, 1990; Armand Colin, 2011.
- De la cara al cinema, Éd. de l'Étoile, 1992.
- "Vampyr" de Carl-Th Dreyer, col·lecció de llargmetratges, edicions Yellow Now, 1993.
- Introducció al color: dels discursos a les imatges, Armand Colin, 1994.
- Què pensen les pel·lícules, Séguier, 1997.
- De l'estètica a l'actualitat, Bruxelles-París, De Boeck i Larcier, 1998.
- Amnèsia. Ficcions de cinema després de Jean-Luc Godard, POL, 1999.
- Diccionari teòric i crític del cinema (amb Michel Marie), Nathan, 2001. Revisat i augmentat el 2016.
- Les teories dels cineastes, Nathan, 2002. Armand Colin, 2015.
- Ingmar Bergman, les meves pel·lícules són l'explicació de les meves imatges, Cahiers du cinema, 2003.
- Matèries d'imatges, Éditions Images Modernes, 2005.
- Cinema i posada en escena, Armand Colin, 2006; reedició, 2010.
- Modern? (Com el cinema es va convertir en el més singular de les arts), Cahiers du cinema, 2007.
- Matèria d'imatges, redux (edició revisada i ampliada), La Différence, 2009.
- “La Mare de Déu dels Turcs” de Carmelo Bene, Aléas, 2010.
- L'atracció de la llum, Yellow Yellow Publishing, 2010.
- The Shadow Maker, Vrin, 2012.
- El que queda de cinema, Vrin. Filosofia i cinema, 2013.
- Límits de ficció. Consideracions actuals sobre l'estat del cinema, Bayard, 2014.
- Edició, "l'únic invent del cinema", Vrin, 2015.
- The Attraction of Oblivion, Yellow Now, 2017.
- The Interpretation of Films, Armand Colin, 2017.
- Dues vegades / Alas for me / GODARD / Nouvelle Vague, Bordeus, 202 edicions, gener de 2018.
- Ficció cinematogràfica. Com (i per què) el cinema explica històries, Vrin, 2018.